# Schongau (Germania)
Schongau è un comune tedesco di 12 343 abitanti, situato nel land della Baviera.

## Storia
Schongau è vicino alla strada romana "Via Claudia Augusta" a cui deve la sua origine antica, intorno al 47 a.C. Nel Medioevo fu una tappa importante e un mercato sulla strada Verona - Augusta - Norimberga e sulla strada del sale tra Berchtesgaden e l'Algovia. Nel XII secolo Schongau apparteneva ai Guelfi. Nel 1268 la regione passa sotto il dominio di Wittelsbach.
La scoperta dell'America porta a uno spostamento dei centri commerciali e ad un impoverimento della città, con il conseguente crollo di alcuni edifici pubblici, come per esempio il castello. Dopo la seconda guerra mondiale, la città e la periferia hanno riacquistato una certa prosperità.

## Amministrazione

### Gemellaggi
- Abingdon-on-Thames
- Lucca
- Colmar
- Sint-Niklaas
- Gogolin

## Curiosità
A Schongau è ambientata la serie di romanzi La figlia del boia di Oliver Pötzsch.

## Galleria d'immagini

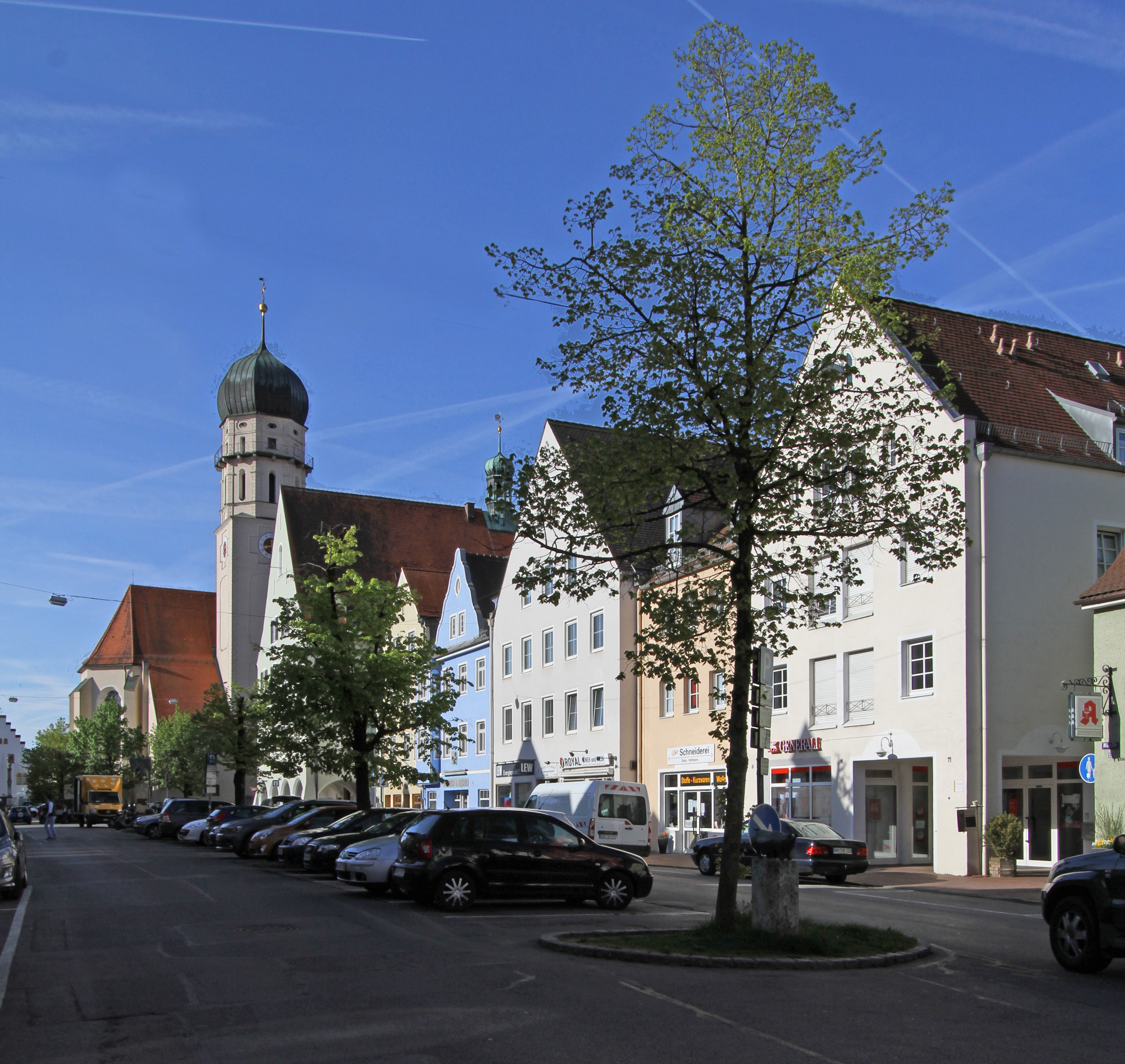
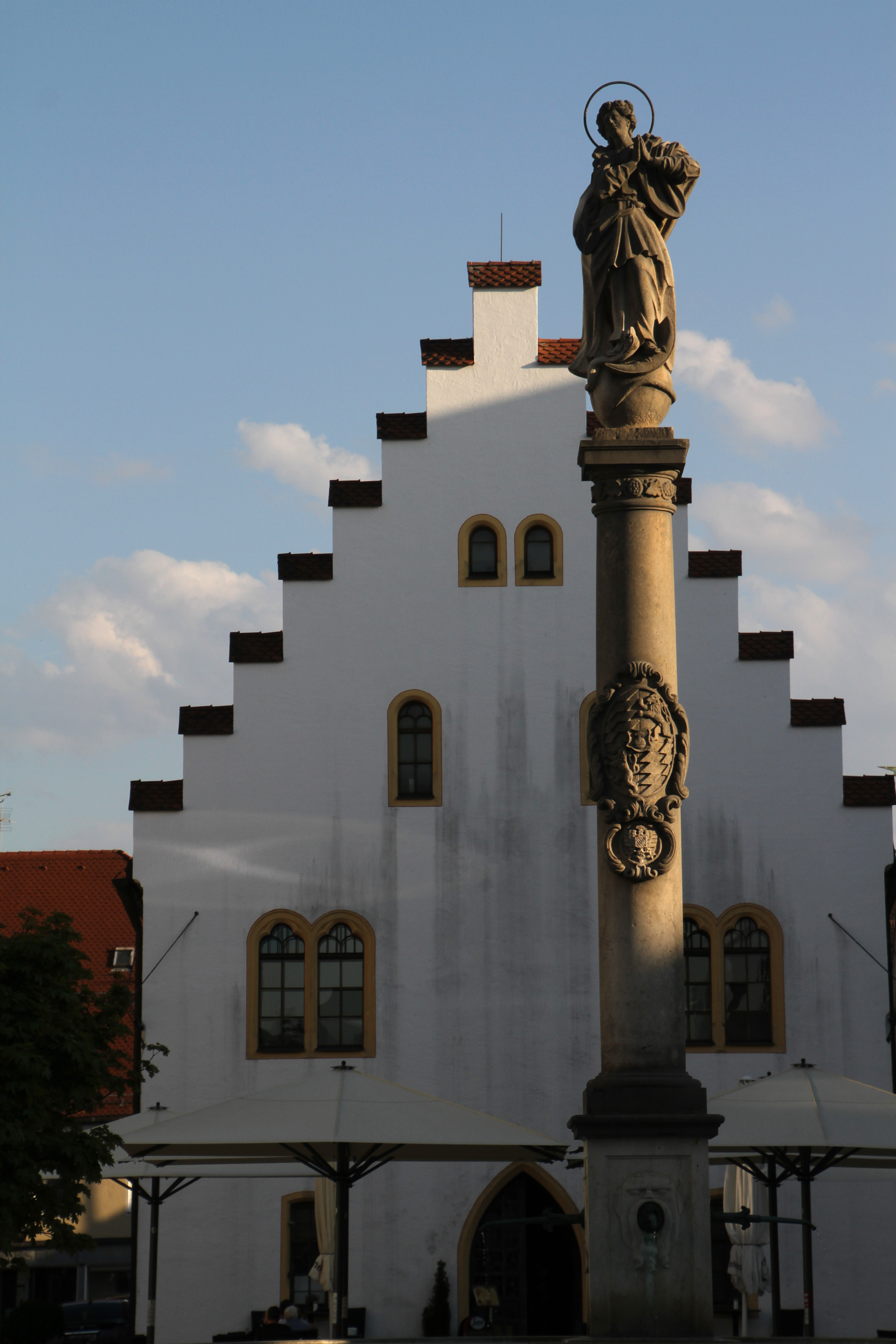
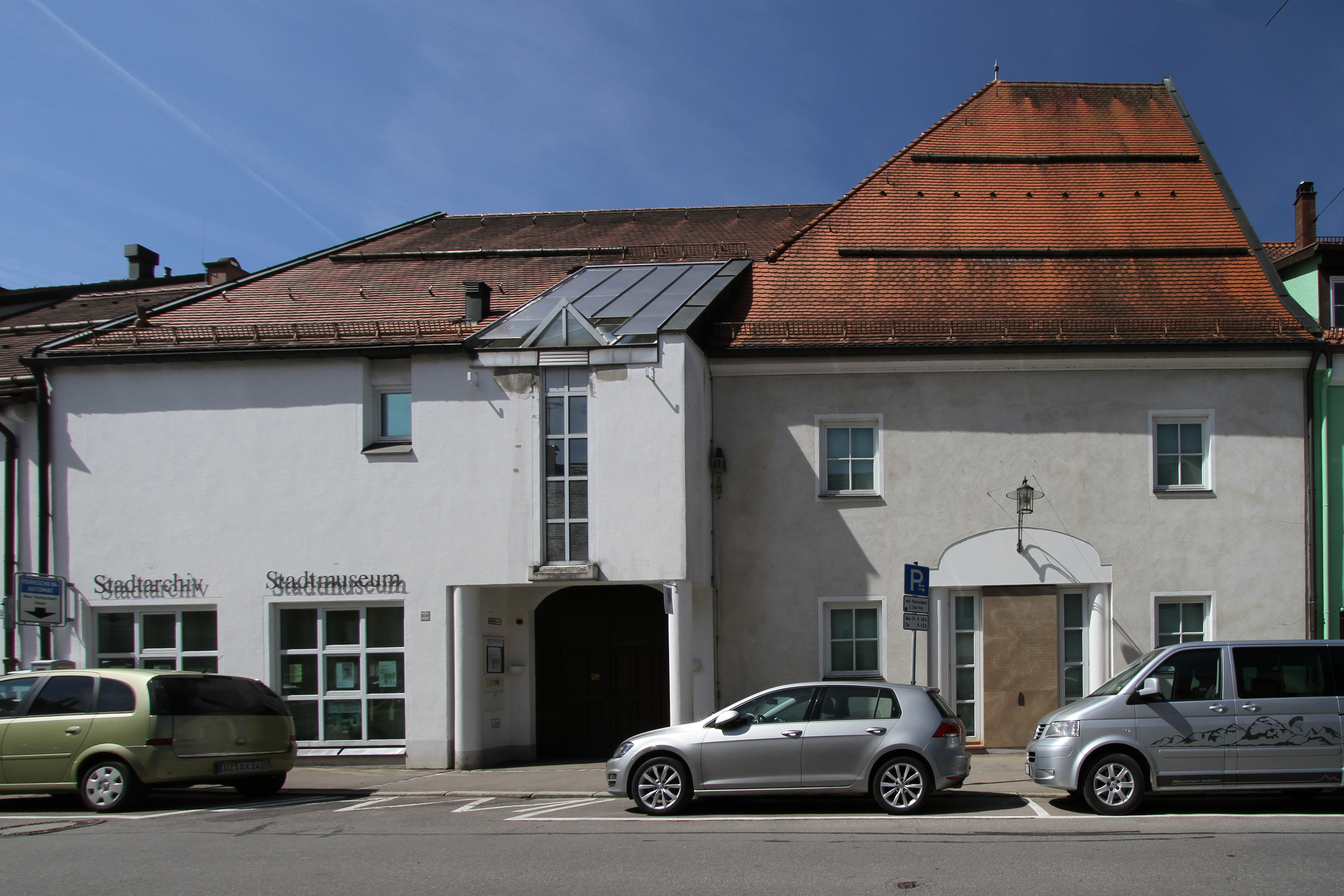
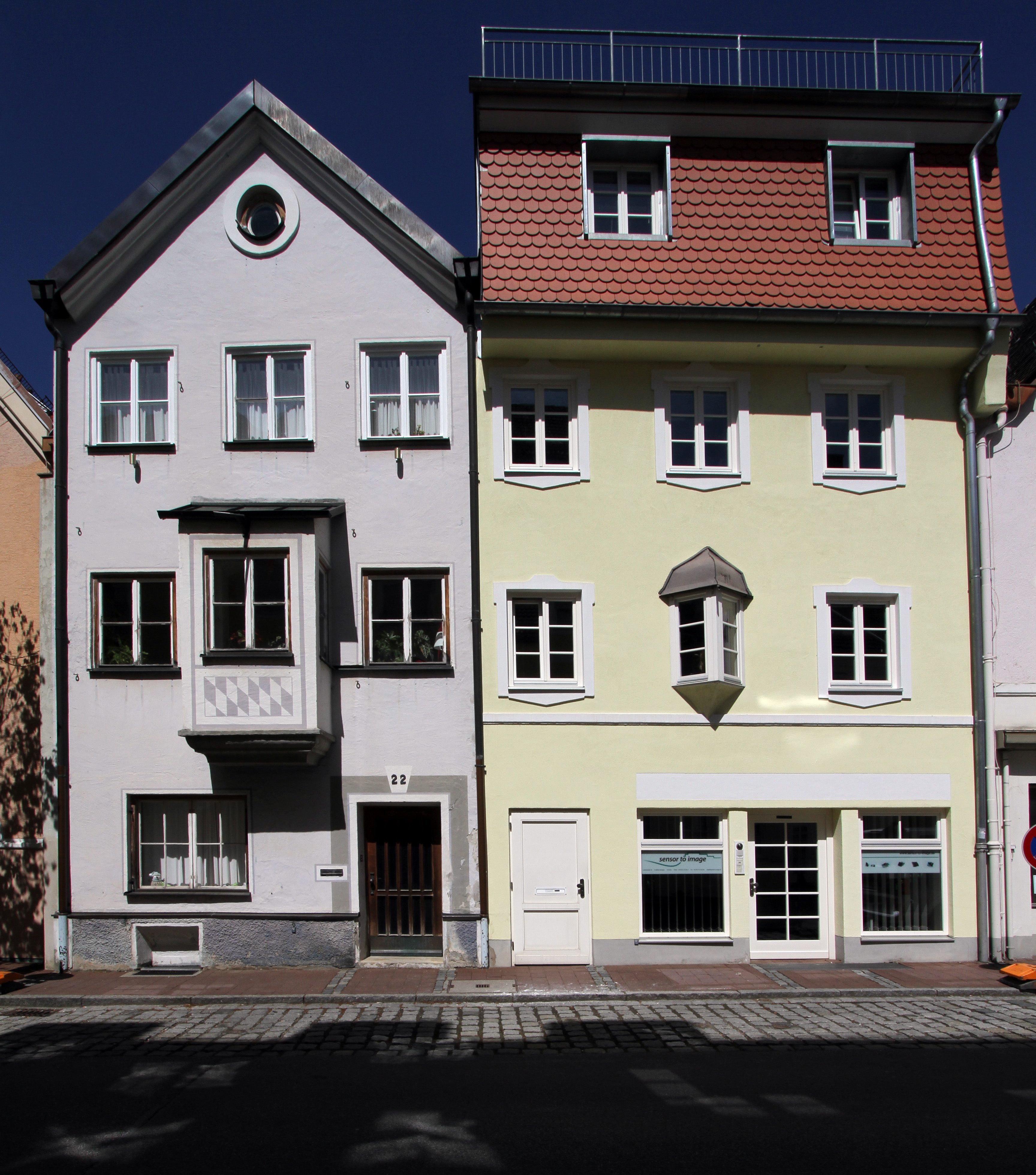
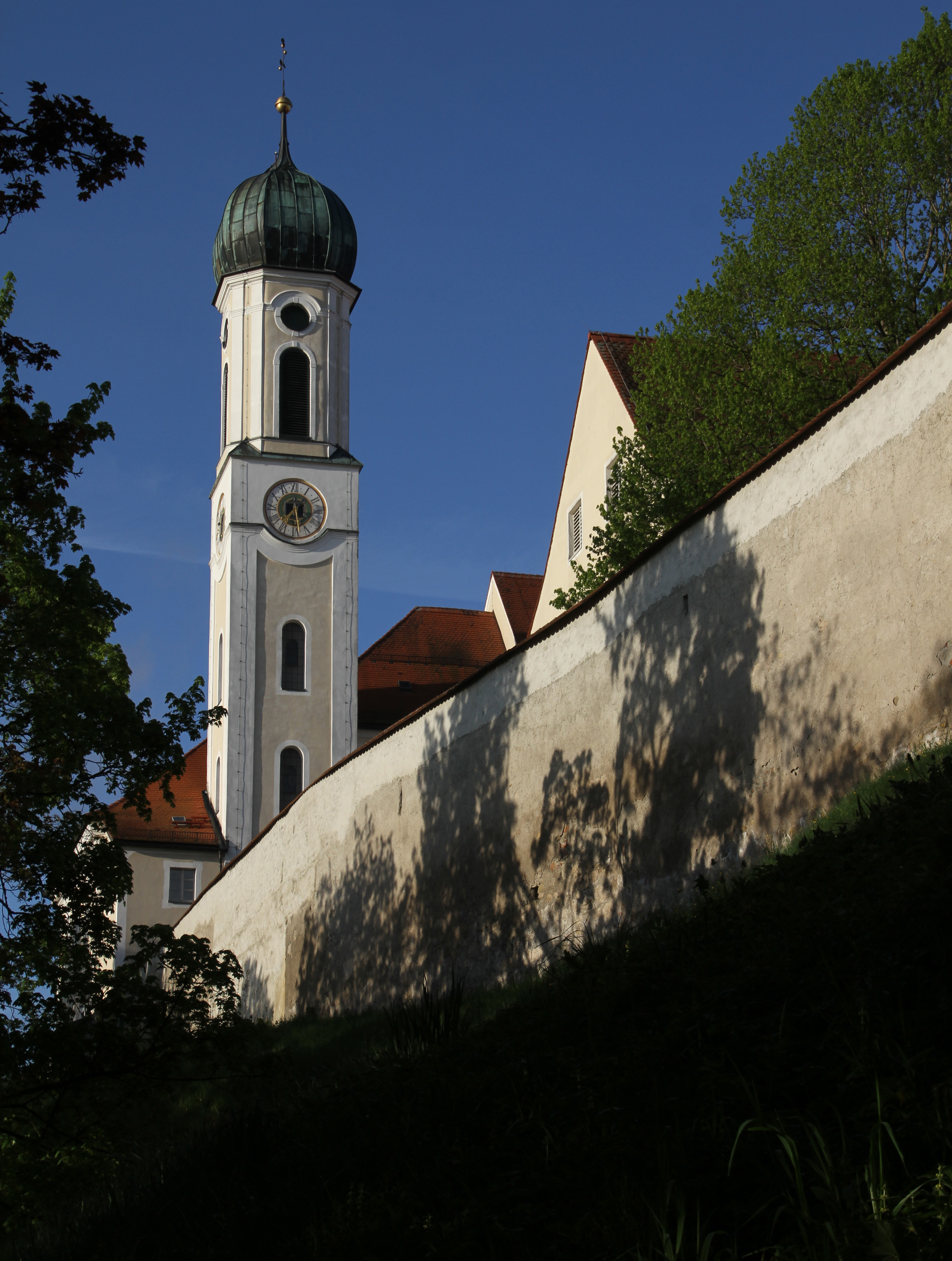
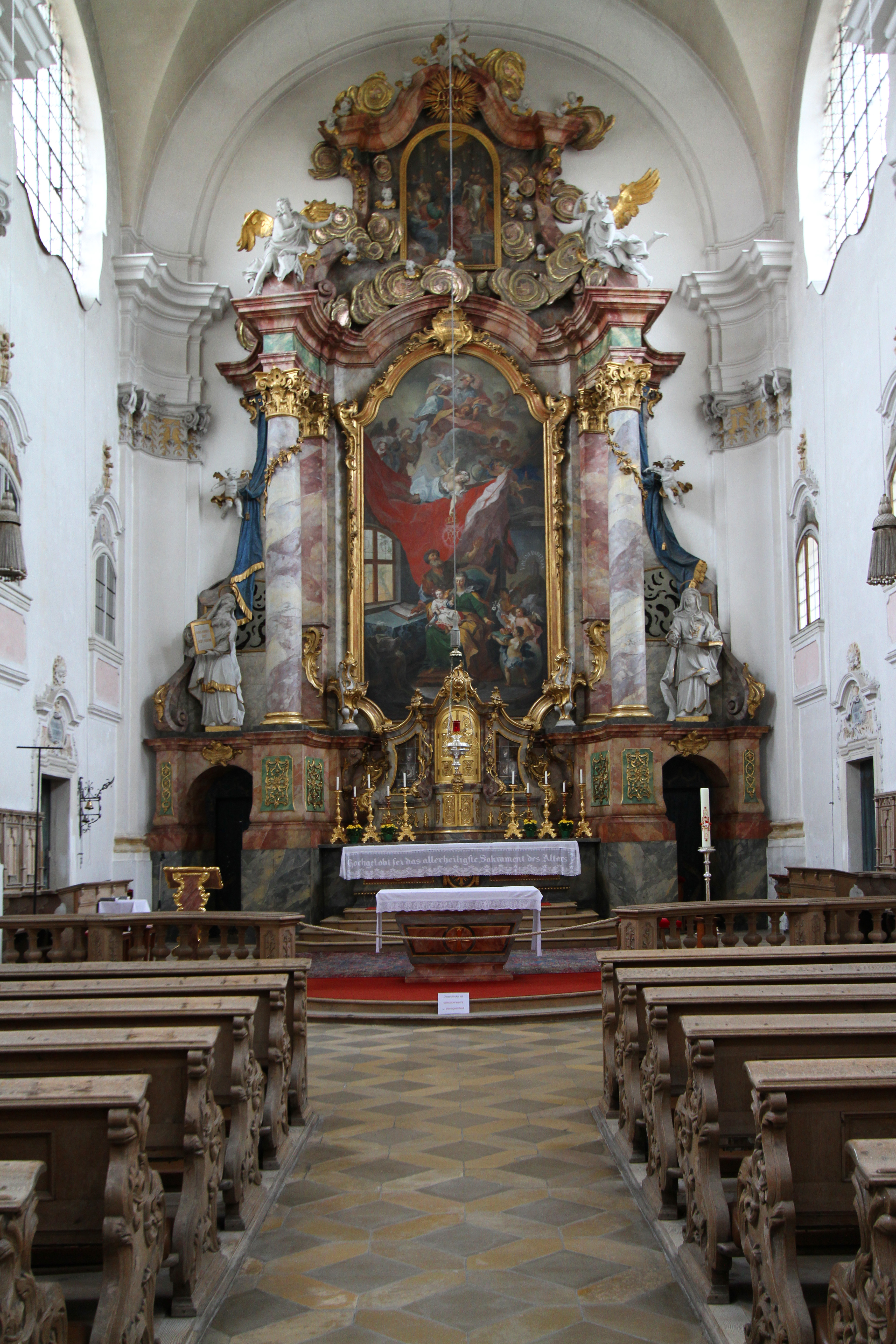
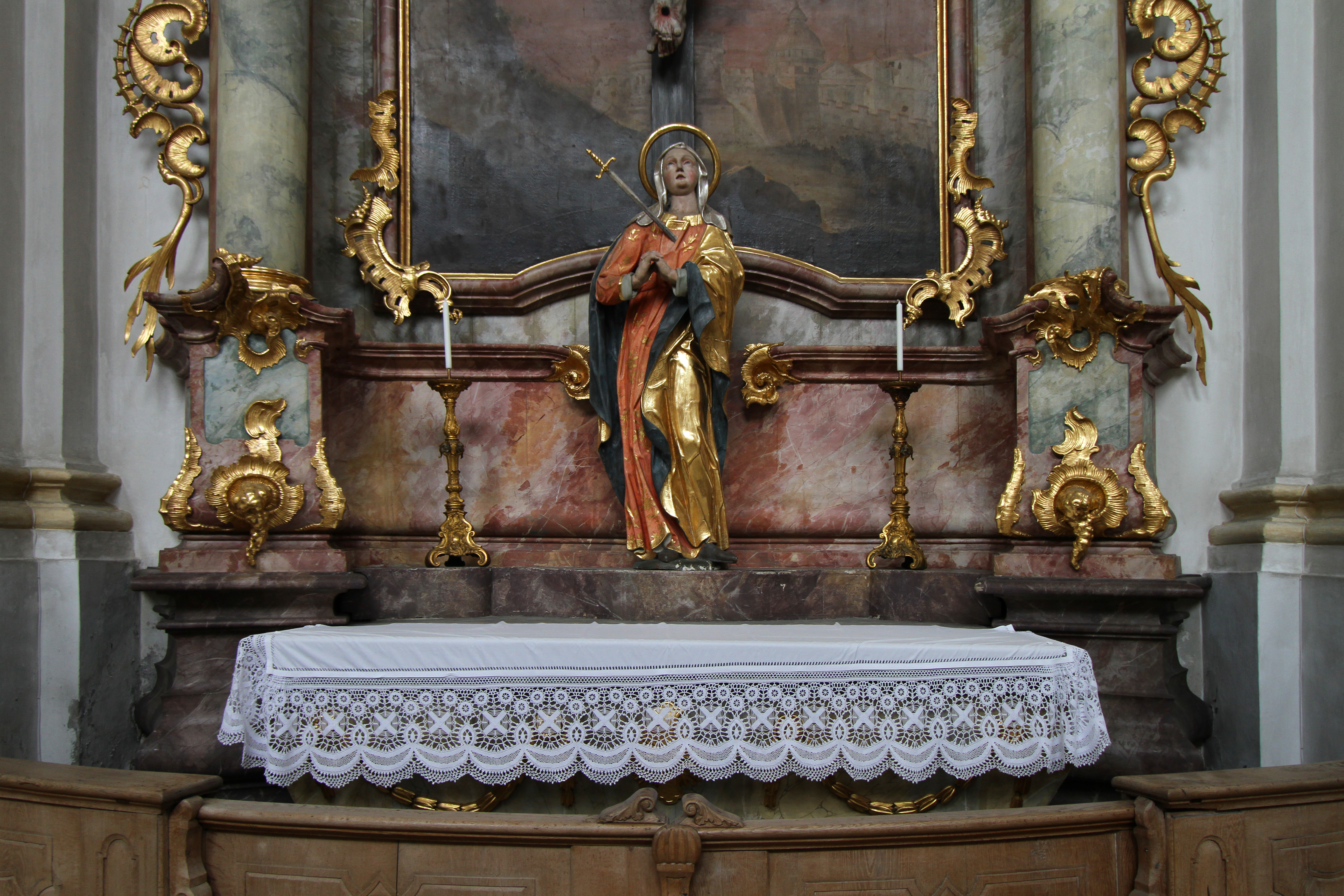
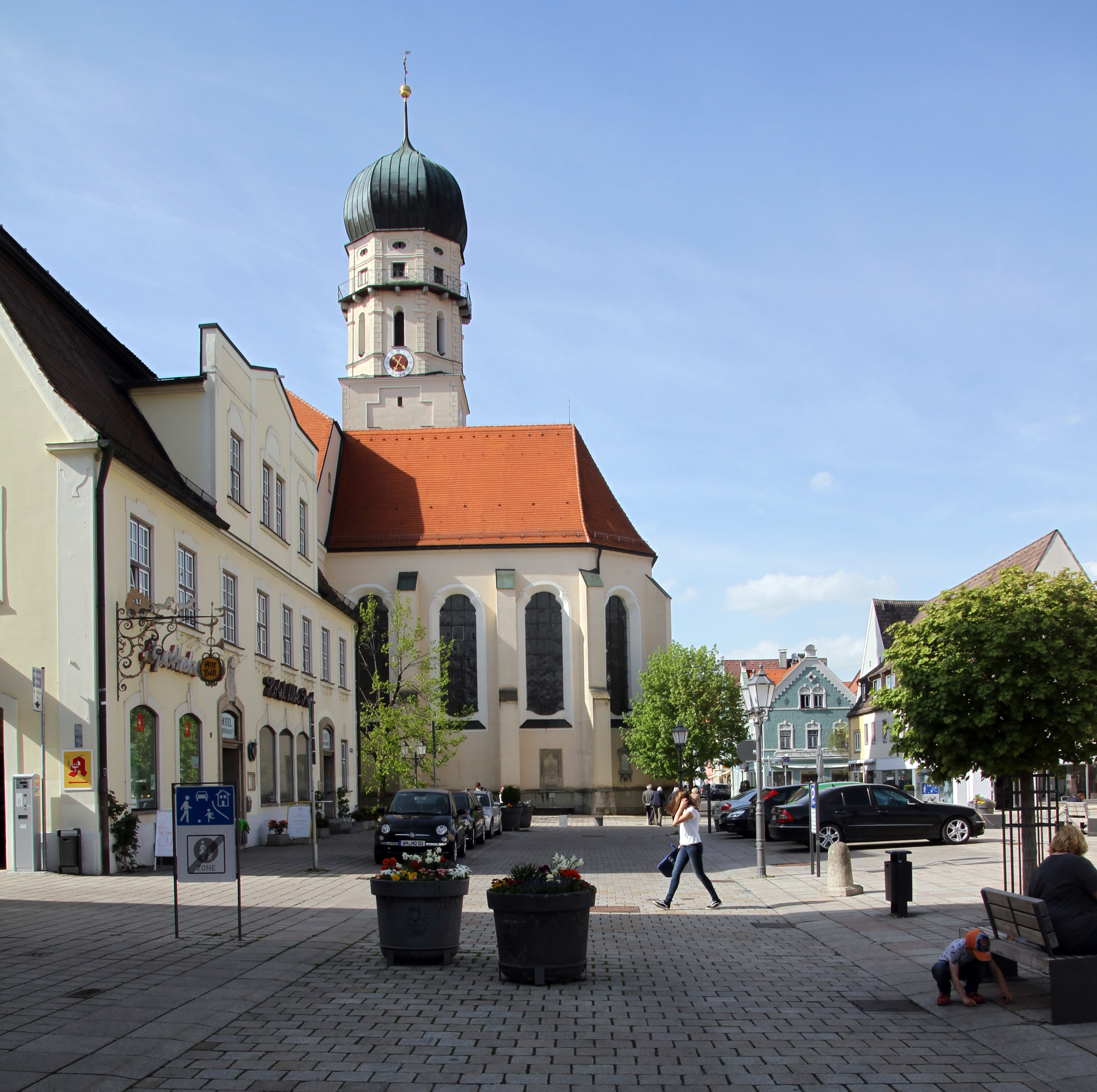
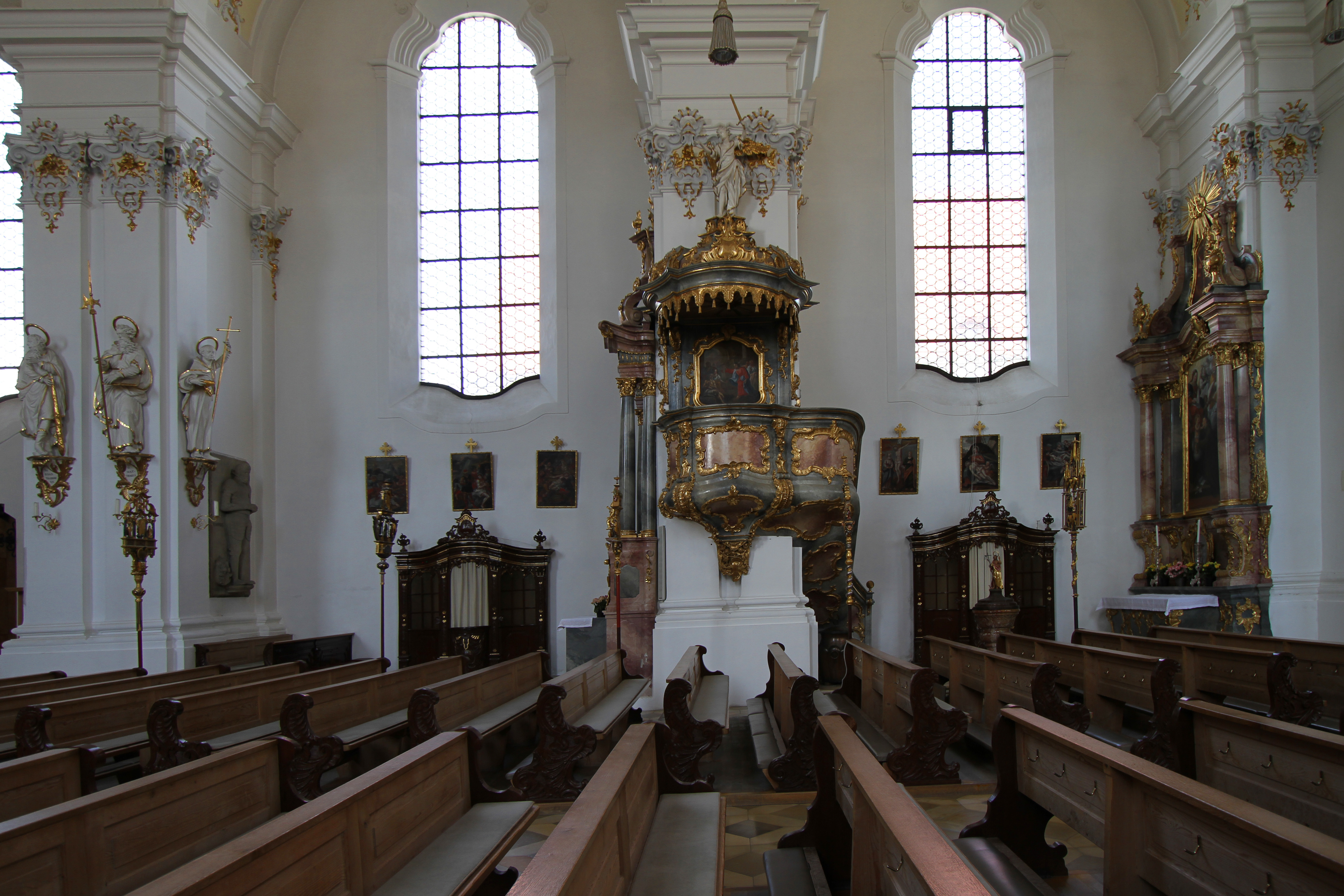
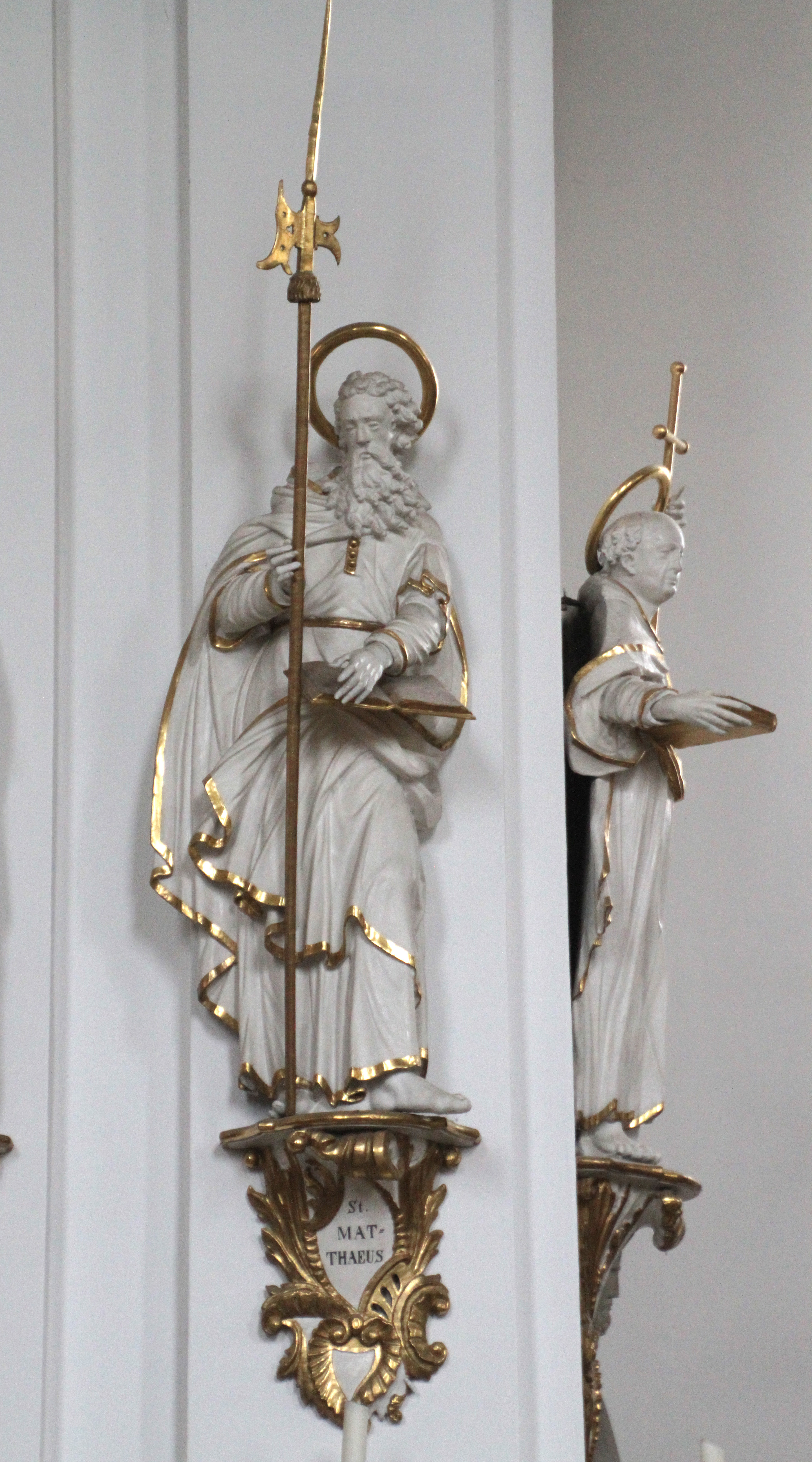